# 박세범
박세범(朴世範, 1960년 11월 23일 ~ )은 대한민국 영화배우이다. 출연작으로 《혈도살수》등이 있다.

## 출연 작품

### 드라마
- 태조 왕건 2000년 - 거란 사신, 흑수말갈 족장 역 (1인 2역)
- 여인천하 2001년 - 신수근 역
- 명성황후 2001년
- 제국의 아침 2002년
- 야인시대 2002년
- 왕의 여자 2003년
- 해신 2004년 - 9회 배역 미상

### 영화
- 4발가락 (Four Toes) 2002년
- 건달의 법칙 (The Rules of the Underworld) 2001년
- 고양이를 부탁해 (Take Care of My Cat) 2001년
- 그림일기 (Picture Diary) 2000년
- 박하사탕 (Peppermint Candy) 2000년
- 깡패 수업 2 (Final Blow 2) 1999년
- 투캅스 3 (Two Cops 3) 1998년
- 미아리 텍사스 2 (Miare Texas 2) 1996년
- 악어 (Crocordile) 1996년
- 언픽스 (Unfix) 1996년
- 보스 (Boss) 1996년
- 알바트로스 (Albatross) 1996년
- 어른들은 청어를 굽는다 (Roasted Herrings) 1996년
- 아찌 아빠 (My Old Sweetheart) 1995년
- 고금소총 3 (A Weapon Of All Ages 3) 1995년
- 해병묵시록 (The Marine Revelation) 1995년
- 무궁화 꽃이 피었습니다 (Mugoonghwa Korean National Flower) 1995년
- 시라소니 도전자편 1994년
- 검은 사월 (Dark April) 1994년
- 해적 (The Pirates) 1994년
- 티라노의 발톱 (Tyranno's Toenail) 1994년
- 핑크빛 깡통 (Pink Can) 1994년
- 할매캅 (Grand Mother Cap) 1994년
- 영웅들의 날개짓 (The Wings of Heroes) 1993년
- 북두의 권 (The Great Bear) 1993년
- 드래곤 파이터 (Dragon Fighter) 1993년
- 권법소년 (Martial Arts Boys) 1992년
- 쌍둥이 영구와 대부 (Twins Young Gu Godfather) 1992년
- 오서방 서울 나들이 (Oh Husband Seoul Outing) 1992년
- 황금칼과 홍길동 (Goldknife Of Hong Gil Dong) 1992년
- 깡다구 파이터 (Tenacity Fighter) 1992년
- 맹구 짱구 스트리트 파이터 (Mang Gu Zzang Gu Street Fighter) 1992년
- 해룡이와 달자의 추억의 책가방 (Hae roung Of Dalza Memory Backpack) 1992년
- 3인의 초능력자 썬더 빅맨 (Three Man Person with supernatural Powers) 1992년
- 우주경찰 휴먼파워 (Space Police Humen Power) 1992년
- 별당 형래와 여의주 작전 (Separate Hyung Rae Cintamani) 1992년
- 영구 헐크와 형래 대부 (Young Gu Helk Of Hyung Rae Godfather) 1992년
- 정신나간 유령 (The Foolish Ghost) 1992년
- 맹구와 북두신검 (Maeng Gu and Ursa Major God's Sword) 1992년
- 삼중성 (The Trio Stars) 1991년
- 민지와 왕라이트 (Minji Big Light) 1991년
- 항구에 나타난 검객 산지니 (Port Of Swordsman Sanjini) 1991년
- 용소야 (Yongsoya) 1991년
- 전갈군단 (The Scorpion Troop) 1991년
- 화이팅맨 (Fighting Man) 1991년
- 그림 도사와 홍길동 (Picture Of Hong Gil Dong) 1991년
- 아들나라 (The Country of Sons) 1991년
- 미아리 텍사스 (Miare Texas) 1991년
- 우주의 용사 반달가면 (Ban Dal Mask, The Space Warrior) 1991년
- 칙칙이의 내일은 참피온 (Tomorrow's Champion) 1991년
- 토끼를 태운 잠수함 (The Submarine with A Rabbit Aborad) 1991년
- 고금소총 2 (Unchanging Weapon 2) 1991년
- 무 (Nothing) 1990년
- 짬뽕 홍길동 (The Mixed Up Hong Gil Dong) 1990년
- 로보트 태권V 90 (Robot Taekwon V 90) 1990년
- 순돌이와 각시탈 품바 (SonDol Of Wife Mask Pumba) 1990년
- 꼬마 대부 (Kid Godfather) 1990년
- 포졸 형래와 3총사 (Policeman Hyung Rae Threesome) 1990년
- 난 깜짝 놀랄 짓을 할거야 (I'm Gonna Do Something Shocking) 1990년
- 그래 가끔 하늘을 보자 (Let's Look At the Sky Sometimes) 1990년
- 전설의 용사 반달가면 (Legend Of Warrior Ban Dal Mask) 1990년
- 영웅필살 (A Hero's Deadly Blow) 1990년
- 불타는 태양 (The Burning Sun) 1990년
- 드래곤 볼 (Dragon Ball) 1990년
- 각시탈 형래와 깨비깨비 도깨비 (Wife Mask Of Hyung Rae Magic) 1990년
- 심형래의 쫄병 군단 (Shim Hyung-rae's Little Soldiers) 1990년
- 종자골 (Impotent Village) 1990년
- 경찰+칠득이와 너털도사 (The Police, Chil duk, and Buddhist Monk, Neo-teol) 1990년
- 슈퍼 홍길동 3 (Super Hong Kil Dong 3) 1989년
- 삼토스와 댕기똘이 (Samtos and Dori with Braids) 1989년
- 뉴머신 우뢰매 5 (New Machine Wuroe mae 5) 1988년
- 강시 훈련원 (Gang si Training Center) 1988년
- 87 영자의 전성시대 (Young ja in Her Prime in 1987) 1987년
- 대야망 (The Great Ambition) 1987년
- 삿갓 쓴 장고 (Jang go in a Reed Hat) 1986년
- 소림대사 (Shaolin Master) 1984년
- 혈도살수 (The Undefeatable Sword and Martial Arts) 1980년

### TV 작품
- 스트리트 파이터: 가두쟁패전 (Street Fighter) 1992년